# Bardo (Bhutan)
Bardo – gewog w dystrykcie Żemgang, w Bhutanie. Według danych z 2017 roku liczył 1734 mieszkańców.